# Wyższa liga ZSRR w piłce nożnej mężczyzn
Wyższa liga ZSRR (ros. Высшая лига СССР, ukr. Вища ліга СРСР, biał. Вышэйшая ліга СССР) – najwyższa klasa rozgrywek o Mistrzostwo Związku Radzieckiego w piłce nożnej. W latach 20. i 30. o tytuł mistrzowski grały drużyny miast i republik. Mistrzostwa klubów były rozgrywane od 1936 do końca istnienia ZSRR w 1991. System rozgrywek zmieniał się na przestrzeni lat. Najczęściej turnieje o Mistrzostwo ZSRR toczyły się w formie rozgrywek ligowych (mecz i rewanż) w systemie wiosna-jesień.

## Historia ligi
W czasie istnienia ligi zmieniała się także jej nazwa. Nazwę Wysszaja Liga nadano jej w sezonie 1971. W latach 1936–1941 nosiła nazwę Grupa A, w 1945-1949 Pierwaja grupa SSSR, w latach 1950-1962 Klasa A SSRR (w niektórych sezonach także Klasa A1 lub Klasa A. Grupa 1), w 1963-1969 Pierwaja grupa A SSSR, a w 1970 Wysszaja Grupa A.
Do najbardziej utytułowanych klubów ligi należały Dynamo Kijów, Spartak Moskwa i Dinamo Moskwa. Najpopularniejszymi klubami, obok wyżej wymienionych, były CSKA Moskwa i Dinamo Tbilisi. Pierwszym zespołem, który zdobył 10 mistrzostw było Dinamo Moskwa w 1963 roku, a następnie Spartak w 1979 roku. Dynamo Kijów zdobył je w 1981 roku, ale potem wyprzedził wszystkich, zajmując pierwsze miejsce w ilości zdobytych mistrzostw (13-krotnie). Postrzegana jako liga wyłącznie rosyjska, tak naprawdę była międzynarodowa, podczas gdy stronę rosyjską reprezentowały głównie kluby moskiewskie.
Tylko jedenaście klubów uczestniczyło w lidze przez więcej niż 30 sezonów, a prawie połowa z nich (5) to kluby z Moskwy. Tylko Dinamo Moskwa i Dynamo Kijów brały udział we wszystkich sezonach w lidze. Wśród innych znanych klubów są SKA Rostów nad Donem (wojskowa drużyna), Zenit Leningrad i Krylja Sowietow Kujbyszew. Ukraina też była często przedstawiana przez Szachtar Donieck (klub górniczy), później bardzo udanie występował Dnipro Dniepropietrowsk. Po reorganizacji ligi w ostatnich sezonach wzrosła liczba klubów ukraińskich. Wśród klubów z innych republik ZSRR, ligę często reprezentował co najmniej jeden klub z republik bałtyckich, azjatyckich, Kaukazu lub Białorusi. Wśród towarzystw sportowych radzieckich największe sukcesy zdobyły kluby Dynamo oraz Armii (CSKA/SKA), które były również ściśle związane ze stanem agencji egzekwowania.

## Mistrzowie i pozostali medaliści
| Sezon | K | K | T  | Mistrz                 | Wicemistrz             | III miejsce            | Br. | Król strzelców | Uwagi                     |
| Grupa A mistrzostw ZSRR w piłce nożnej (ros. Группа «А» чемпионата СССР по футболу)                              |   |   |    |                        |                        |                        |     | |                           |
| 1936 (wiosna) |   |   | 1  | Dinamo Moskwa          | Dynamo Kijów           | Spartak Moskwa         | 6   | Michaił Siemiczastny (Dinamo Moskwa)                                                                              | 7 klubów, 1 runda         |
| 1936 (jesień) |   |   | 1  | Spartak Moskwa         | Dinamo Moskwa          | Dinamo Tbilisi         | 7   | Gieorgij Głazkow (Spartak Moskwa)                                                                                 | 8 klubów, 1 runda         |
| 1937 |   |   | 2  | Dinamo Moskwa          | Spartak Moskwa         | Dynamo Kijów           | 8   | Boris Paiczadze (Dinamo Tbilisi), Leonid Rumiancew (Spartak Moskwa), Wasilij Smirnow (Dinamo Moskwa)              | 9 klubów                  |
| 1938 |   |   | 2  | Spartak Moskwa         | CDKA Moskwa            | Mietałłurg Moskwa      | 20  | Makar Honczarenko (Dynamo Kijów)                                                                                  | 26 klubów, 1 runda        |
| 1939 |   |   | 3  | Spartak Moskwa         | Dinamo Tbilisi         | CDKA Moskwa            | 21  | Grigorij Fiedotow (CDKA Moskwa)                                                                                   | 14 klubów                 |
| 1940 |   |   | 3  | Dinamo Moskwa          | Dinamo Tbilisi         | Spartak Moskwa         | 21  | Grigorij Fiedotow, (CDKA Moskwa), Siergiej Sołowjow (Dinamo Moskwa)                                               | 13 klubów                 |
| 1941 |   |   |    |                        |                        |                        |     | | nie dokończono            |
| 1942–1944 |   |   |    |                        |                        |                        |     | | nie rozgrywano            |
| Pierwsza grupa mistrzostw ZSRR w piłce nożnej (ros. Первая группа чемпионата СССР по футболу)                    |   |   |    |                        |                        |                        |     | |                           |
| 1945 |   |   | 4  | Dinamo Moskwa          | CDKA Moskwa            | Torpedo Moskwa         | 24  | Wsiewołod Bobrow (CDKA Moskwa)                                                                                    | 12 klubów                 |
| 1946 |   |   | 1  | CDKA Moskwa            | Dinamo Moskwa          | Dinamo Tbilisi         | 18  | Ołeksandr Ponomariow (Torpedo Moskwa)                                                                             | 12 klubów                 |
| 1947 |   |   | 2  | CDKA Moskwa            | Dinamo Moskwa          | Dinamo Tbilisi         | 14  | Wsiewołod Bobrow (CDKA), Walentin Nikołajew (CDKA Moskwa)                                                         | 13 klubów                 |
| 1948 |   |   | 3  | CDKA Moskwa            | Dinamo Moskwa          | Spartak Moskwa         | 25  | Siergiej Sołowjow (Dinamo Moskwa)                                                                                 | 14 klubów                 |
| 1949 |   |   | 5  | Dinamo Moskwa          | CDKA Moskwa            | Spartak Moskwa         | 26  | Nikita Simonian (Spartak Moskwa)                                                                                  | 18 klubów                 |
| Klasa A mistrzostw ZSRR w piłce nożnej (ros. Класс «А» чемпионата СССР по футболу)                               |   |   |    |                        |                        |                        |     | |                           |
| 1950 |   |   | 4  | CDKA Moskwa            | Dinamo Moskwa          | Dinamo Tbilisi         | 34  | Nikita Simonian (Spartak Moskwa)                                                                                  | 19 klubów                 |
| 1951 |   |   | 5  | CDSA Moskwa            | Dinamo Tbilisi         | Szachtar Stalino       | 16  | Awtandil Gogoberidze (Dinamo Tbilisi)                                                                             | 15 klubów                 |
| 1952 |   |   | 4  | Spartak Moskwa         | Dynamo Kijów           | Dinamo Moskwa          | 11  | Andriej Zazrojew (Dynamo Kijów)                                                                                   | 14 klubów, 1 runda        |
| 1953 |   |   | 5  | Spartak Moskwa         | Dinamo Tbilisi         | Torpedo Moskwa         | 14  | Nikita Simonian (Spartak Moskwa)                                                                                  | 11 klubów                 |
| 1954 |   |   | 6  | Dinamo Moskwa          | Spartak Moskwa         | Spartak Mińsk          | 11  | Anatolij Iljin (Spartak Moskwa), Władimir Iljin (Dinamo Moskwa), Antonin Soczniew (Trudowyje Riezierwy Leningrad) | 13 klubów                 |
| 1955 |   |   | 7  | Dinamo Moskwa          | Spartak Moskwa         | CDSA Moskwa            | 15  | Eduard Strielcow (Torpedo Moskwa)                                                                                 | 12 klubów                 |
| 1956 |   |   | 6  | Spartak Moskwa         | Dinamo Moskwa          | CDSA Moskwa            | 17  | Wasilij Buzunow (ODO Swierdłowsk)                                                                                 | 12 klubów                 |
| 1957 |   |   | 8  | Dinamo Moskwa          | Torpedo Moskwa         | Spartak Moskwa         | 16  | Wasilij Buzunow (CSK MO Moskwa)                                                                                   | 12 klubów                 |
| 1958 |   |   | 7  | Spartak Moskwa         | Dinamo Moskwa          | CSK MO Moskwa          | 19  | Anatolij Iljin (Spartak Moskwa)                                                                                   | 12 klubów                 |
| 1959 |   |   | 9  | Dinamo Moskwa          | Łokomotiw Moskwa       | Dinamo Tbilisi         | 16  | Zaur Kałojew (Dinamo Tbilisi)                                                                                     | 12 klubów                 |
| 1960 |   |   | 1  | Torpedo Moskwa         | Dynamo Kijów           | Dinamo Moskwa          | 20  | Zaur Kałojew (Dinamo Tbilisi)                                                                                     | 22 kluby 2 grupy+finały   |
| 1961 |   |   | 1  | Dynamo Kijów           | Torpedo Moskwa         | Spartak Moskwa         | 22  | Giennadij Gusarow (Torpedo Moskwa)                                                                                | 22 kluby, 2 grupy+finały  |
| 1962 |   |   | 8  | Spartak Moskwa         | Dinamo Moskwa          | Dinamo Tbilisi         | 17  | Michaił Mustygin (Biełaruś Mińsk)                                                                                 | 22 kluby, 2 grupy+finały  |
| Pierwsza grupa klasy A mistrzostw ZSRR w piłce nożnej (ros. Первая группа класса «А» чемпионата СССР по футболу) |   |   |    |                        |                        |                        |     | |                           |
| 1963 |   |   | 10 | Dinamo Moskwa          | Spartak Moskwa         | Dynama Mińsk           | 27  | Oleg Kopajew (SKA Rostów nad Donem)                                                                               | 20 klubów                 |
| 1964 |   |   | 1  | Dinamo Tbilisi         | Torpedo Moskwa         | CSKA Moskwa            | 16  | Władimir Fiedotow (CSKA Moskwa)                                                                                   | 17 klubów                 |
| 1965 |   |   | 2  | Torpedo Moskwa         | Dynamo Kijów           | CSKA Moskwa            | 18  | Oleg Kopajew (SKA Rostów nad Donem)                                                                               | 17 klubów                 |
| 1966 |   |   | 2  | Dynamo Kijów           | SKA Rostów nad Donem   | Neftianik Baku         | 20  | Ilja Datunaszwili (Dinamo Tbilisi)                                                                                | 19 klubów                 |
| 1967 |   |   | 3  | Dynamo Kijów           | Dinamo Moskwa          | Dinamo Tbilisi         | 19  | Michaił Mustygin (Dynama Mińsk)                                                                                   | 19 klubów                 |
| 1968 |   |   | 4  | Dynamo Kijów           | Spartak Moskwa         | Torpedo Moskwa         | 22  | Birodar Abduraimov (Paxtakor Taszkent), Georgi Gawaszeli (Dinamo Tbilisi)                                         | 20 klubów                 |
| 1969 |   |   | 9  | Spartak Moskwa         | Dynamo Kijów           | Dinamo Tbilisi         | 16  | Nikołaj Osianin (Spartak Moskwa), Władimir Proskurin (SKA Rostów nad Donem), Dżemal Cherchadze (Torpedo Kutaisi)  | 20 klubów, 2 grupy+finały |
| Wyższa grupa klasy A mistrzostw ZSRR w piłce nożnej (ros. Высшая группа класса «А» чемпионата СССР по футболу)   |   |   |    |                        |                        |                        |     | |                           |
| 1970 |   |   | 6  | CSKA Moskwa            | Dinamo Moskwa          | Spartak Moskwa         | 17  | Giwi Nodia (Dinamo Tbilisi)                                                                                       | 17 klubów                 |
| Wyższa liga mistrzostw ZSRR w piłce nożnej (ros. Высшая лига чемпионата СССР по футболу)                         |   |   |    |                        |                        |                        |     | |                           |
| 1971 |   |   | 5  | Dynamo Kijów           | Ararat Erywań          | Dinamo Tbilisi         | 16  | Eduard Małofiejew (Dynama Mińsk)                                                                                  | 16 klubów                 |
| 1972 |   |   | 1  | Zoria Woroszyłowgrad   | Dynamo Kijów           | Dinamo Tbilisi         | 14  | Ołeh Błochin (Dynamo Kijów)                                                                                       | 16 klubów                 |
| 1973 |   |   | 1  | Ararat Erywań          | Dynamo Kijów           | Dinamo Moskwa          | 18  | Ołeh Błochin (Dynamo Kijów)                                                                                       | 16 klubów                 |
| 1974 |   |   | 6  | Dynamo Kijów           | Spartak Moskwa         | Czornomoreć Odessa     | 20  | Ołeh Błochin (Dynamo Kijów)                                                                                       | 16 klubów                 |
| 1975 |   |   | 7  | Dynamo Kijów           | Szachtar Donieck       | Dinamo Moskwa          | 18  | Ołeh Błochin (Dynamo Kijów)                                                                                       | 16 klubów                 |
| 1976 (wiosna) |   |   | 11 | Dinamo Moskwa          | Ararat Erywań          | Dinamo Tbilisi         | 8   | Arkadij Andreasjan (Ararat Erywań)                                                                                | 16 klubów, 1 runda        |
| 1976 (jesień) |   |   | 3  | Torpedo Moskwa         | Dynamo Kijów           | Dinamo Tbilisi         | 13  | Aleksandr Markin (Zenit Leningrad)                                                                                | 16 klubów, 1 runda        |
| 1977 |   |   | 8  | Dynamo Kijów           | Dinamo Tbilisi         | Torpedo Moskwa         | 17  | Ołeh Błochin (Dynamo Kijów)                                                                                       | 16 klubów                 |
| 1978 |   |   | 2  | Dinamo Tbilisi         | Dynamo Kijów           | Szachtar Donieck       | 19  | Gieorgij Jarcew (Spartak Moskwa)                                                                                  | 16 klubów                 |
| 1979 |   |   | 10 | Spartak Moskwa         | Szachtar Donieck       | Dynamo Kijów           | 26  | Witalij Staruchin (Szachtar Donieck)                                                                              | 18 klubów                 |
| 1980 |   |   | 9  | Dynamo Kijów           | Spartak Moskwa         | Zenit Leningrad        | 20  | Siergiej Andriejew (SKA Rostów nad Donem)                                                                         | 18 klubów                 |
| 1981 |   |   | 10 | Dynamo Kijów           | Spartak Moskwa         | Dinamo Tbilisi         | 23  | Ramaz Szengelia (Dinamo Tbilisi)                                                                                  | 18 klubów                 |
| 1982 |   |   | 1  | Dynama Mińsk           | Dynamo Kijów           | Spartak Moskwa         | 23  | Andriej Jakubik (Paxtakor Taszkent)                                                                               | 18 klubów                 |
| 1983 |   |   | 1  | Dnipro Dniepropetrowsk | Spartak Moskwa         | Dynama Mińsk           | 18  | Jurij Gawriłow (Spartak Moskwa)                                                                                   | 18 klubów                 |
| 1984 |   |   | 1  | Zenit Leningrad        | Spartak Moskwa         | Dnipro Dniepropetrowsk | 19  | Siergiej Andriejew (SKA Rostów nad Donem)                                                                         | 18 klubów                 |
| 1985 |   |   | 11 | Dynamo Kijów           | Spartak Moskwa         | Dnipro Dniepropetrowsk | 35  | Ołeh Protasow (Dnipro Dniepropetrowsk)                                                                            | 18 klubów                 |
| 1986 |   |   | 12 | Dynamo Kijów           | Dinamo Moskwa          | Spartak Moskwa         | 21  | Aleksandr Borodiuk (Dinamo Moskwa)                                                                                | 16 klubów                 |
| 1987 |   |   | 11 | Spartak Moskwa         | Dnipro Dniepropetrowsk | Žalgiris Wilno         | 18  | Ołeh Protasow (Dnipro Dniepropetrowsk)                                                                            | 16 klubów                 |
| 1988 |   |   | 2  | Dnipro Dniepropetrowsk | Dynamo Kijów           | Torpedo Moskwa         | 16  | Aleksandr Borodiuk (Dinamo Moskwa), Jewhen Szachow (Dnipro Dniepropetrowsk)                                       | 16 klubów                 |
| 1989 |   |   | 12 | Spartak Moskwa         | Dnipro Dniepropetrowsk | Dynamo Kijów           | 16  | Siergiej Rodionow (Spartak Moskwa)                                                                                | 16 klubów                 |
| 1990 |   |   | 13 | Dynamo Kijów           | CSKA Moskwa            | Dinamo Moskwa          | 12  | Walerij Szmarow (Spartak Moskwa), Ołeh Protasow (Dynamo Kijów)                                                    | 13 klubów                 |
| 1991 |   |   | 7  | CSKA Moskwa            | Spartak Moskwa         | Torpedo Moskwa         | 18  | Igor Koływanow (Dinamo Moskwa)                                                                                    | 16 klubów                 |

## Statystyki
| Lp. | Klub                   | Miejsca na podium | Miejsca na podium | Miejsca na podium | Zwycięskie sezony                                                          |    |   |                                                                              |
| --- | ---------------------- | ----------------- | ----------------- | ----------------- | -------------------------------------------------------------------------- | -- | - | ---------------------------------------------------------------------------- |
| Lp. | Klub                   | 1.                | Dynamo Kijów      | 13                | Zwycięskie sezony                                                          | 11 | 3 | 1961, 1966, 1967, 1968, 1971, 1974, 1975, 1977, 1980, 1981, 1985, 1986, 1990 |
| 2.  | Spartak Moskwa         | 12                | 12                | 9                 | 1936 (j), 1938, 1939, 1952, 1953, 1956, 1958, 1962, 1969, 1979, 1987, 1989 |    |   |                                                                              |
| 3.  | Dinamo Moskwa          | 11                | 11                | 5                 | 1936 (w), 1937, 1940, 1945, 1949, 1954, 1955, 1957, 1959, 1963, 1976 (w)   |    |   |                                                                              |
| 4.  | CSKA Moskwa            | 7                 | 4                 | 6                 | 1946, 1947, 1948, 1950, 1951, 1970, 1991                                   |    |   |                                                                              |
| 5.  | Torpedo Moskwa         | 3                 | 3                 | 6                 | 1960, 1965, 1976 (j)                                                       |    |   |                                                                              |
| 6.  | Dinamo Tbilisi         | 2                 | 5                 | 13                | 1964, 1978                                                                 |    |   |                                                                              |
| 7.  | Dnipro Dniepropetrowsk | 2                 | 2                 | 2                 | 1983, 1988                                                                 |    |   |                                                                              |
| 8.  | Ararat Erywań          | 1                 | 2                 | 0                 | 1973                                                                       |    |   |                                                                              |
| 9.  | Dynamo Mińsk           | 1                 | 0                 | 3                 | 1982                                                                       |    |   |                                                                              |
| 9.  | Zenit Leningrad        | 1                 | 0                 | 1                 | 1984                                                                       |    |   |                                                                              |
| 10. | Zoria Woroszyłowgrad   | 1                 | 0                 | 0                 | 1972                                                                       |    |   |                                                                              |
| 10. | Szachtar Donieck       | 0                 | 2                 | 2                 |                                                                            |    |   |                                                                              |
| 11. | SKA Rostów nad Donem   | 0                 | 1                 | 0                 |                                                                            |    |   |                                                                              |
| 11. | Łokomotiw Moskwa       | 0                 | 1                 | 0                 |                                                                            |    |   |                                                                              |
| 13. | Žalgiris Wilno         | 0                 | 0                 | 1                 |                                                                            |    |   |                                                                              |
| 13. | Czornomoreć Odessa     | 0                 | 0                 | 1                 |                                                                            |    |   |                                                                              |
| 13. | Neftianik Baku         | 0                 | 0                 | 1                 |                                                                            |    |   |                                                                              |
| 13. | Sierp i Mołot Moskwa   | 0                 | 0                 | 1                 |                                                                            |    |   |                                                                              |